# Megachile rufiventris
Megachile rufiventris är en biart som beskrevs av Guérin-Méneville 1834. Megachile rufiventris ingår i släktet tapetserarbin, och familjen buksamlarbin. Inga underarter finns listade i Catalogue of Life.